# دينيز إيشين
دينيز إيشين هي ممثلة تركية ولدت في (28 مايو 1992).

## الحياة الشخصية
ولدت دينيز في ازمير، بعد حصولها على المرحلة الثانوية التحقت بجامعة ايجه في تركيا قسم الكيمياء واكملت دراستها العليا في هذا المجال وحصلت على درجة الماجيستير في الكيمياء.
وبعد تخرجها من المرحلة الجامعية عملت لفترة في مجال الهندسة الكيميائية كمهندسة ثم تركتها بعد فترة.

## الحياة الفنية
عرض عليها مشاركة زملائها في التمثيل على مسرح المدرسة كانت تهرب من التمثيل لانها تخجل من مواجهة الاشخاص، دخلت مجال الاعلانات التجارية عندما نصحها بعض الاشخاص بهذا بأن تواجه الاشخاص والمجتمع وتتفاعل مع الافراد في العمل وبدأت بالفعل في التخلص من الخوف من الناس فدخلت إلى مجال الإعلانات التجارية وظهرت كموديل في عدد من الإعلانات، بعدها انضمت إلى تلقي دروس وتدريبات على التمثيل في مسرح ازمير لرغبتها في دخول هذا المجال.

### أعمالها
- 2019 – مسلسل أنت في كل مكان (مروة موتلو)
- 2019 – مسلسل عطايا
- 2020 – مسلسل في السراء والضراء (سيدا)
- 2020 – مسلسل ابنه السفير (ساهرا يالتشين)
- 2021 – وماذا بعد؟ (دينيز)
- 2021 – مسلسل البراءة (إيرم أورهون)
- 2021 – مسلسل مجنون ليلى «الجزء الثاني» (ليلى)
- 2022 – مسلسل وقت الحب (فيروز يافوز)

## روابط خارجية
دينيز إيشين على موقع قاعدة بيانات الأفلام على الإنترنت